# 西平和大橋
西平和大橋（にしへいわおおはし）は、広島県広島市の本川（旧太田川）にかかる道路橋。
ここより東にある平和大橋とは対の関係にあり、戦後の歴史およびデザイン構想など詳細は平和大橋の項目を参照。

## 概要
平和大通り筋にかかる橋であり、広島平和記念公園の南西側に位置する。関連する碑などは平和大橋と対になる位置にあり、川のほとりに本川（旧太田川）の由来を記した碑が建てられている。西側に緑大橋、上流側に本川橋、下流側に中島神崎橋がある。西詰には中国新聞本社ビル、少し行くと広島電鉄江波線が通る寺町通りへと続く。最寄の駅は広電土橋停留場。
元々この地に架けられていた「新大橋」が、1945年に原爆被災およびその後の水害により落橋してしまったため、1952年に架け直されたものである。なお新大橋は、こうの史代の漫画作品「夕凪の街」に、ヒロインが「川にぎっしり浮いた死体」を目撃した場所として登場する橋である。
独特な形状をもつ欄干のデザインは、日系アメリカ人彫刻家のイサム・ノグチによるもの（詳細は平和大橋 (広島市)参照）。
2002年から「平和大通りリニューアル事業」を市が推進、その一環として架け換えが検討されているものの、1橋あたり50億円近くかかると試算されていることから、なかなか進まないでいる。

## 構造

### 諸元
- 路線名：広島市道比治山庚午線（平和大通り）[3]
- 橋長：101.9m[3]
- 幅員：15m [3]
- 上部工：5径間単純鋼鈑桁橋（リベット接合）[3]
- 下部工：RC橋台2基、RCラーメン橋脚4基 [3]
- 基礎工：橋台 - 杭基礎、橋脚 - 井筒基礎 [3]
- 設計：建設省中国四国地方建設局 [3]
- 備考：工事時の橋名は「新大橋」。工事は建設省、所有および維持管理は広島市。高欄デザインはイサム・ノグチ[3]。

### 特徴
この橋は戦後すぐにかけられたものであり、当時の鋼橋では一般的であったリベット溶接が採用されている。これに対し、平和大橋の方は戦後初となる全溶接鋼橋となった。
また、橋長は西平和大橋のほうが1径間分長くなっている。

## 歴史

### 戦前
藩政時代、防犯のため城下には架橋規制が引かれており、西部や北部から広島城への道は、本川橋から元安橋を渡る西国街道ルートのみであった。
明治時代になり規制は解かれ、1873年（明治6年）「新大橋」という名の木橋が、中島新町から本川をはさんで対岸の西地方町に向かって新たに架けられた（現在の西平和大橋とほぼ同じ位置）。ただこの橋は1919年（大正8年）7月洪水により部分破損してしまう。
1922年（大正11年）に鉄筋コンクリート桁橋として架け替えられた。西詰に消防団詰め所があった。
1924年（大正13年）、傍らに市の東西を結ぶ重要な水道橋が竣工した。
1945年（昭和20年）3月末から4月頭までの間に、新大橋西詰から江波線電車道路まで、道路の南北両側に面した建物を強制疎開して、道路の幅員を拡大していた。同年8月6日、被爆（爆心地から620m）。両方の高欄が川に落下したものの、落橋には免れ通行はできた。数日後、この橋から西へ広がる建物疎開で広げられた道路に死体が並べられ、その多さからこの橋の上にも続いた。なお水道橋も被爆に耐えている。
同年9月に上陸した枕崎台風と同年10月の阿久根台風による水害により本川が相次いで増水、本川橋・住吉橋と共に落橋してしまった。

### 戦後
戦後、丹下健三による計画に基づき、爆心地区の中島地区を平和公園とし、市街地の東西を貫く戦時中の建物疎開対象地域を平和大通りとして整備する構想の一部として、この2つの橋の架橋が計画された。新しい橋の名称は一般公募によって決められた。
1973年（昭和48年）10月、水道橋は撤去された。
1953年の完成から既に半世紀以上が経過し、欄干の低さのほか、前後の平和大通りに公園・緑地帯を兼ねた幅広の歩道があるのに対し、両大橋部分の歩道は幅が1.8メートルと極端に狭く危険で、車道部分の車線も2車線しかなく、1車線あたりの幅も狭くなっており渋滞が多発していたため改築も検討されたが、ひとまず歩道橋を先に架橋することになった。平和大橋から先行して進められ、この橋と西隣の緑大橋もそれに続く予定である。
2011年（平成23年）1月、物損事故により2本ある欄干のうち上部3.5メートルが壊れ、平和大橋・西平和大橋の2橋竣工以来初めてとなる欄干破損となった。同年6月に補修されている。2021年（令和3年）12月にも物損事故が発生し欄干が破損している。

## ギャラリー

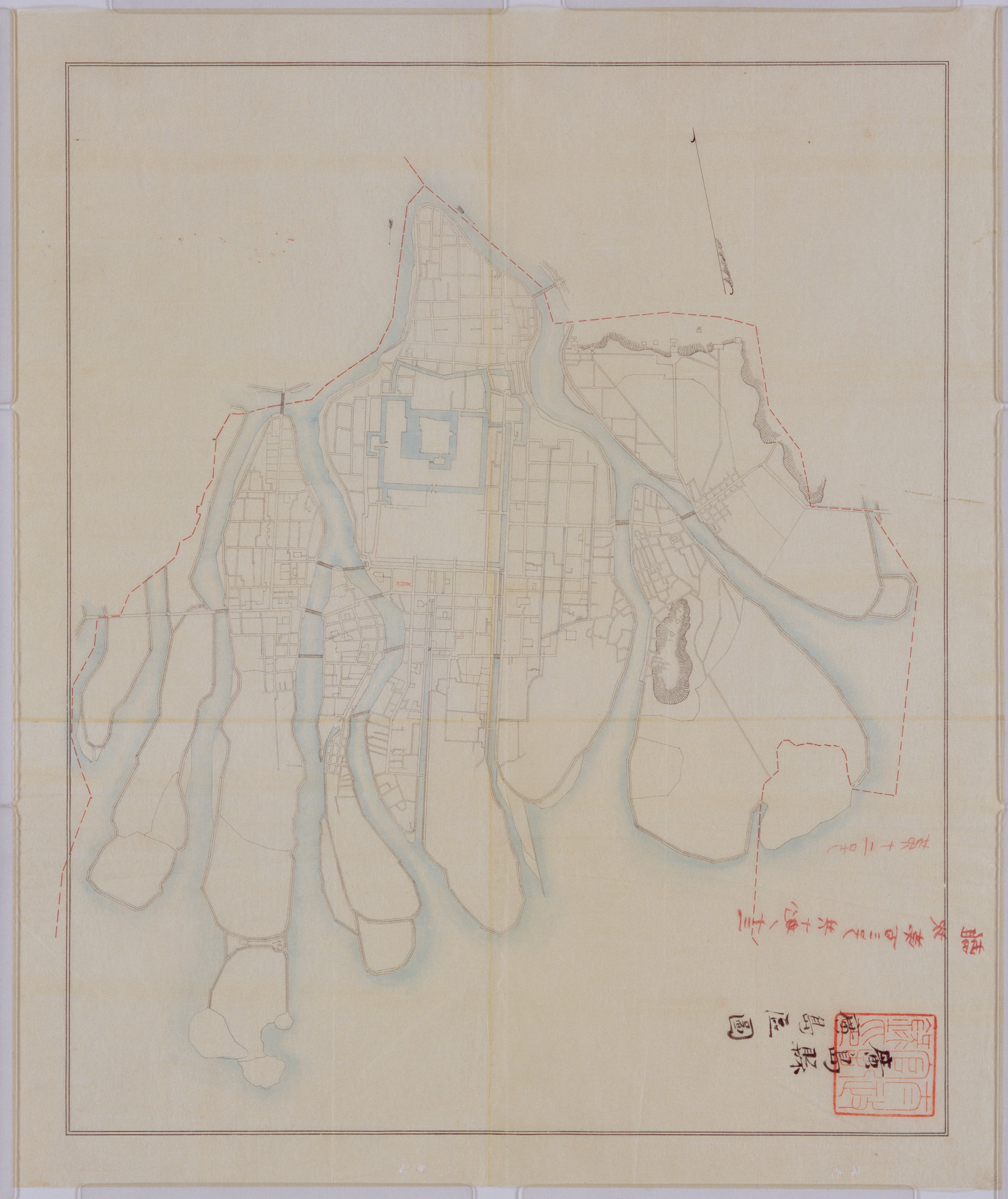
1880年の広島市。中央すぐ左下が本川と元安川の分岐であり、そこから3つ目の橋が新大橋。
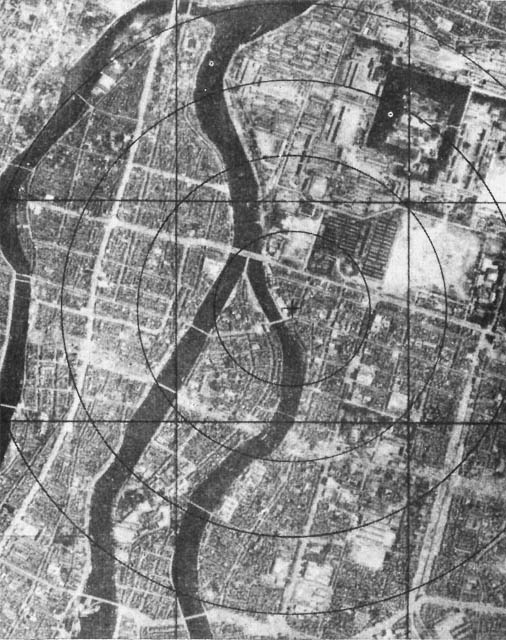
原爆投下前の市中央部。同心円の中心が爆心地でその左上が相生橋。そこから左側下流2つ目の橋が新大橋。
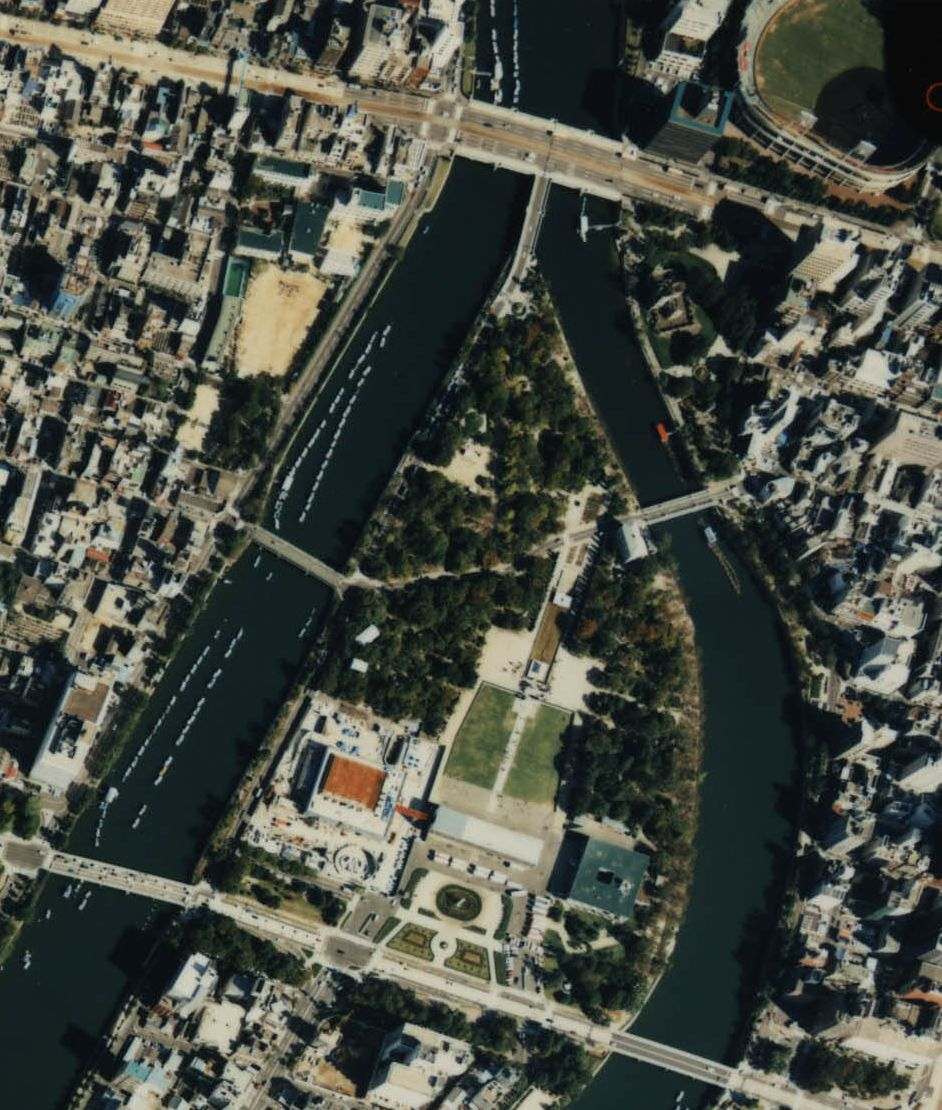
1988年の平和公園周辺[14]。

## 参考資料
- 広島市『広島原爆戦災誌』（PDF）（改良版）、2005年（原著1971年）。2014年3月13日閲覧。
- 広島平和記念都市建設法の関連施設 - 広島市
- 広島ぶらり散歩 「西平和大橋」